# 모노그램 (음악 그룹)
모노그램은 대한민국의 음악 그룹이다. 2017년 싱글 앨범 [일기장]으로 데뷔했다.

## 음반
- 일기장 (2017)
- 당신이 잠든 사이에 OST Part.6 (2017)
- 당신이 잠든 사이에 OST (2017)
- 소행성 (2018)
- 시를 잊은 그대에게 OST Part.7 (2018)
- 리치맨 OST Part.6 (2018)
- 사생결단로맨스 OST Part.3 (2018)
- 사진 (2019)

## 공연
- 그린플러그드 서울 2018 (2018)
- MONOGRAM 1ST 단독 콘서트 - 'PROLOGUE' (2018)
- 2018 필스너 우르켈 프레젠트 파크 뮤직 페스티벌 (2018)
- Someday Festival 2018 (2018)